# Synalpheus redatocarpus
Synalpheus redatocarpus är en kräftdjursart som beskrevs av A. H. Banner 1953. Synalpheus redatocarpus ingår i släktet Synalpheus och familjen Alpheidae. Inga underarter finns listade i Catalogue of Life.